# Friedrich Paulus
Friedrich Wilhelm Ernst von Paulus (n. 23 septembrie 1890, Guxhagen, Hessa, Germania – d. 1 februarie 1957, Dresda, RDG) a fost un general german din timpul celui de-al doilea război mondial, promovat în timpul luptelor de la Stalingrad la gradul de feldmareșal.

## Tinerețea
Paulus s-a născut la Breitenau, Provincia Hesse-Nassau, în familia unui profesor de școală. Tatăl era contabilul unei case de corecții, iar mama era fiica directorului acestei instituții.
A încercat fără succes să intre în Kaiserliche Marine (Marina imperială germană) și, pentru o scurtă perioadă de timp, a studiat la Universitatea din Marburg.

## Familia
S-a căsătorit la 4 iulie 1912 cu Elena Rosetti-Solescu (1889-1949), prințesă dintr-o veche familie nobiliară română. Împreună au avut trei copii: Olga măritată von Kutzenbach (1914–2003) Baden-Baden și frații gemeni născuți în 1918 Friedrich (mort la 29 februarie 1944 în bătălia de la Anzio) și Ernst Alexander (mort în 1970). 
A decedat în 1957 la Dresda. 
A fost înmormântat cu onoruri militare din partea regimului RDG în cimitirul Dresden-Tolkewitz. Urna lui a fost transferată ulterior în cavoul familiei din cimitirul central din Baden-Baden.

## Cariera militară
După ce și-a abandonat studiile universitare înainte să obțină o licență, Paulus a fost încadrat în februarie 1910 ca ofițer-cadet într-un regiment de infanterie. 
La izbucnirea primului război mondial, regimentul lui Paulus a făcut parte din forța care a atacat Franța și a participat din toamna anului 1914 la acțiunile din munții Vosges și din regiunea Arras. După o perioadă în care a lipsit de pe front din cauza sănătății precare, a fost numit în 1915 ofițer de stat major al trupelor Deutscher Alpenkorps („Corpul de armate alpine”) dislocate în Macedonia, Franța și Serbia. In Septembrie 1916 a luat parte la lupte în munții Argonne din Franța, iar după aceia la acțiunile militare din România. La sfârșitul războiului a fost avansat la gradul de căpitan.
După semnarea Tratatului de la Versailles, Paulus a rămas în armată, Reichswehr, care avea efective reduse drastic (în baza tratatului). A devenit comandant de companie într-un regiment din Stuttgart. Între 1921 - 1933 a fost numit în diferite funcții de stat major, iar în 1934 - 1935 a comandat un batalion motorizat, după care, în octombrie 1935, a fost numit șef al statului major al cartierului general al trupelor de tancuri, o nouă armă care se dezvolta în Germania și care cuprindea trei divizii de blindate.
În februarie 1938, Paulus a fost numit șef al statului major al Corpului de armate nr. 16 (motorizat) de sub comanda generalului Guderian. Guderian îl caracteriza pe Paulus ca ofițer „de o strălucită deșteptăciune, scrupulos, harnic, original și talentat”, însă a avut rezerve privind fermitatea, tenacitate și experiența de comandant. Paulus a rămas în postul de șef al statului major al lui Guderian până în mai 1939, după care a fost avansat la gradul de general-maior și a devenit șef al statului major al Armatei a 10-a germană (redenumită ceva mai târziu Armata a 6-a germană), cu care a luptat în Polonia, Olanda și Belgia.
Paulus a fost avansat general-locotenent în august 1940, iar în septembrie a fost numit adjunct al șefului Marelui Stat Major (OQu I). În această poziție a participat la conceperea planurilor pentru operațiunea Barbarossa de invadare a Uniunii Sovietice.

## Stalingrad
Paulus a fost numit la comanda Armatei a 6-a germane în ianuarie 1942 și a condus luptele pentru cucerirea Stalingradului.
Cât timp a fost comandant al trupelor germane care asediau Stalingradul, Paulus a abrogat în zona sa de responsabilitate Kommissarbefehl (Ordinul comisarului) (prin care Adolf Hitler ceruse executarea pe loc a tuturor comisarilor politici identificați dintre prizonierii de război sovietici).
În schimb, Paulus a respectat ordinele lui Hitler de a păstra cu orice preț pozițiile ocupate la Stalingrad, deși armata sa fusese încercuită și era amenințată cu anihilarea definitivă. Încercarea de despresurare efectuată de noul Grup de Armate Don, sub comanda feldmareșalului von Manstein, a eșuat din cauza efectivelor și dotării insuficiente, cât și datorită faptului că tancurile lui Paulus mai aveau combustibil numai pentru un marș de 30 de kilometri. Oricum, lui Paulus nu i s-a dat permisiunea să încerce să spargă încercuirea, iar Armata a 6-a germană, o armată română și unitățile auxiliare ruse aliate cu germanii au fost copleșite de Armata Roșie, atât la capitolul efective, cât și la capitolele armament, muniție, stare fizică și moralul soldaților. Luptele pentru supraviețuirea în punga de la Stalingrad au fost extrem de violente, numărul uriaș de victime din ambele tabere adăugându-se bilanțului sângeros de dinaintea contraofensivei sovietice.
Paulus ar fi trebuit să-și apere pozițiile cu orice preț, până la ultimul om. La 30 ianuarie 1943 Hitler l-a avansat pe Paulus la gradul de feldmareșal, în condițiile în care pentru Armata a 6-a nu mai exista nici o șansă de scăpare. Cum de-a lungul istoriei militare germane niciun feldmareșal nu se predase niciodată sau nu fusese capturat în viață, semnificația înaintării în grad era clară: dacă Paulus s-ar fi predat sau nu s-ar fi sinucis ar fi devenit o rușine pentru armata germană.
În ciuda unor asemenea consecințe și spre dezgustul lui Hitler, Paulus s-a predat cu restul de armată din subordinea sa a doua zi, la  31 ianuarie 1943. Vorbind în fața membrilor Marelui Stat Major, Hitler a declarat:
„Ce mă doare cel mai mult este faptul că totuși l-am avansat la gradul de feldmareșal. Am vrut să-i dau această satisfacție finală... Un asemenea om  murdărește în ultimul moment eroismul atâtor mulți alții. El ar fi putut să se elibereze de toată amărăciunea și să treacă în eternitate și nemurire națională, dar a preferat să se ducă la Moscova”.

## După război

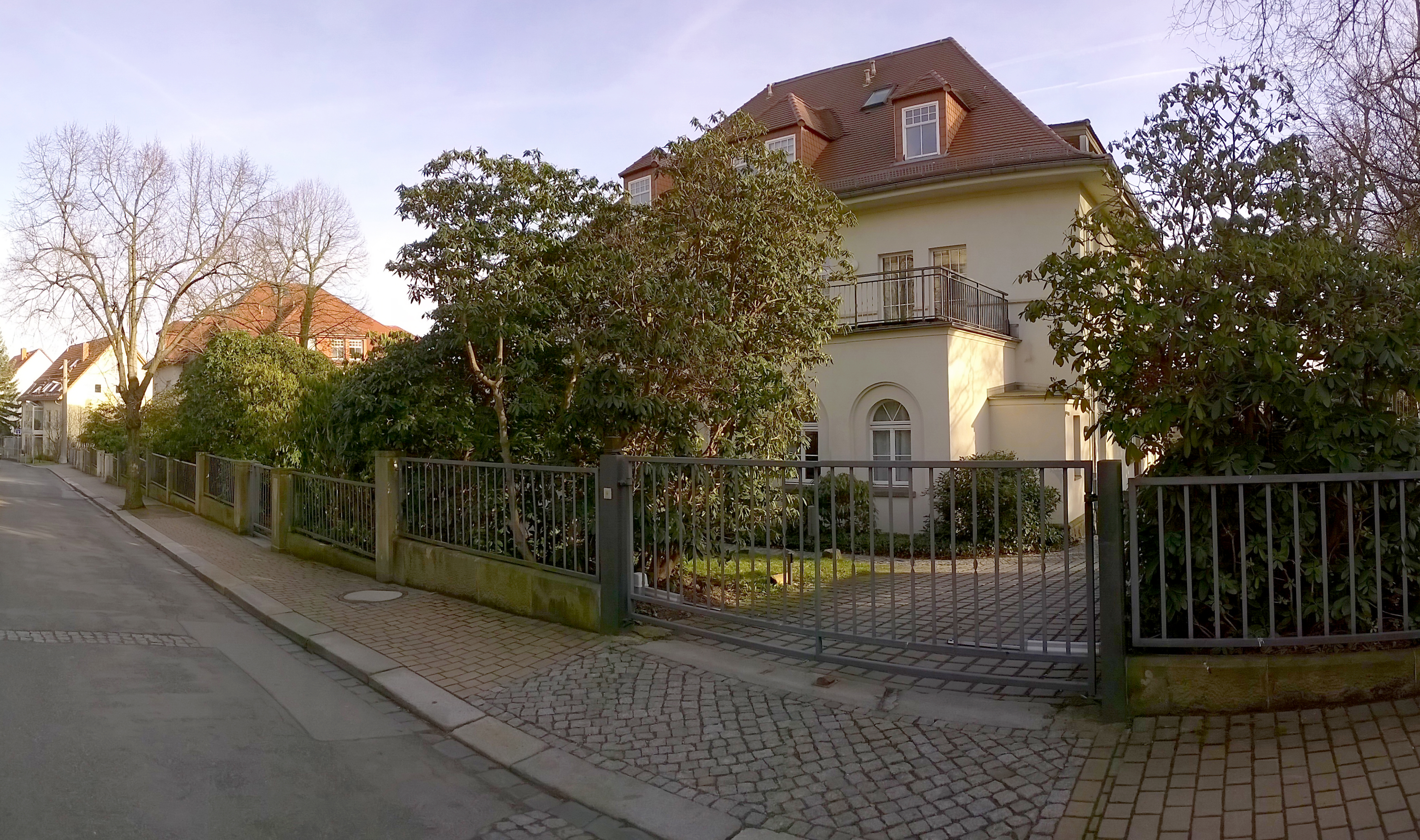
Vila lui Friedrich Paulus din Dresda

Paulus a devenit un critic vehement al regimului nazist în perioada captivității sovietice, alăturându-se organismului susținut de ruși Nationalkomitee Freies Deutschland - Comitetul Național Germania Liberă și a apelat la germani să capituleze. Mai târziu a depus mărturie pentru procuratură în procesele de la Nürnberg. A fost eliberat în 1953, cu doi ani mai înainte de repatrierea prizonierilor germani din închisorile și lagărele sovietice.

## Decorații
- Ordinul „Coroana României” cu spade în gradul de Mare Cruce, cu panglica de „Virtutea Militară” (14 octombrie 1941) „pentru merite excepționale dovedite în operațiunile contra bolșevicilor”[7]